# Veyretia hassleri
Veyretia hassleri là một loài thực vật có hoa trong họ Lan. Loài này được (Cogn.) Szlach. miêu tả khoa học đầu tiên năm 1995.